# New Zealand Steel

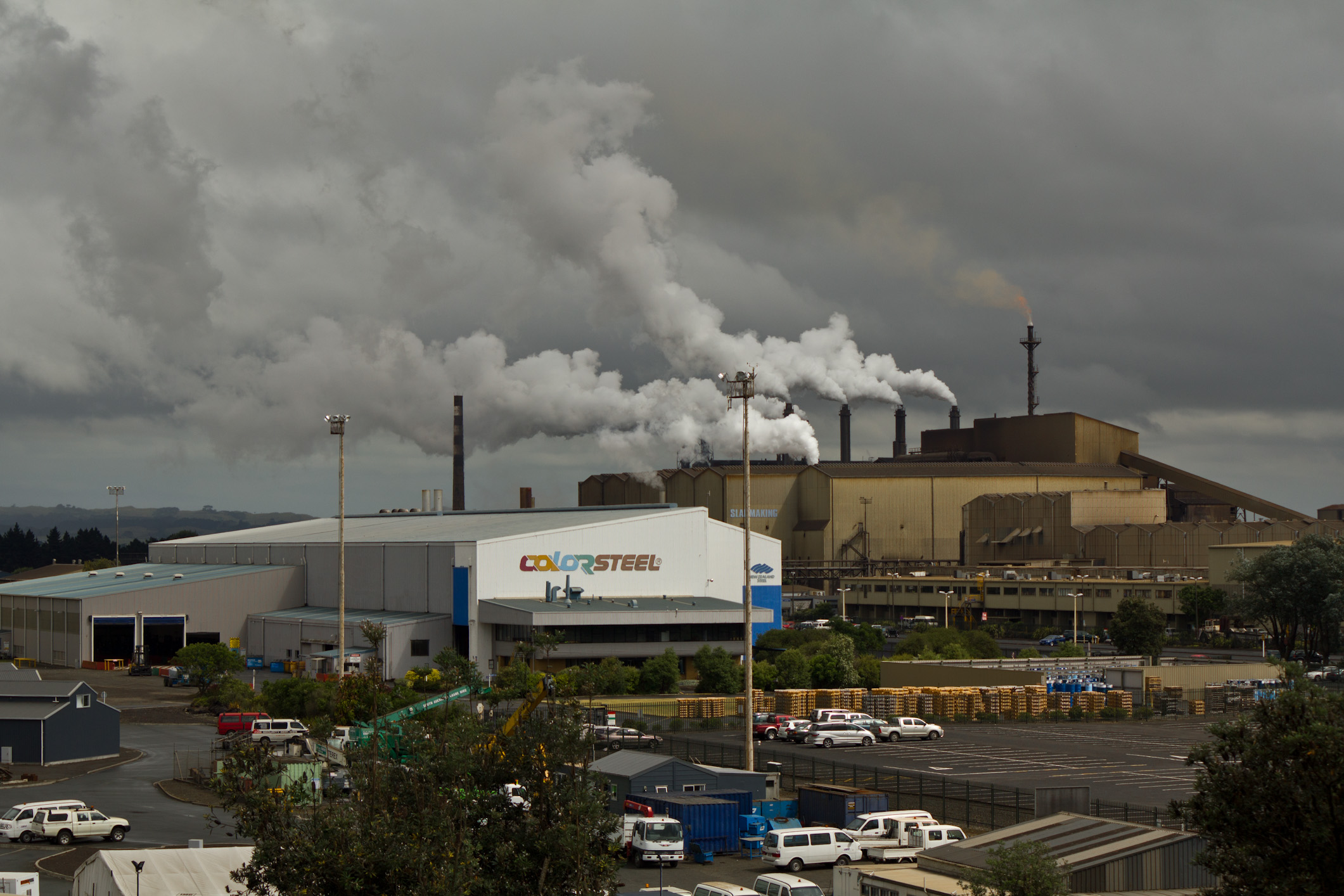

New Zealand Steel ist ein großes Stahlwerk in Glenbrook in Neuseeland. Es stellt aus dem an der Westküste der Nordinsel reichlich vorkommenden Eisensand Stahl her. Der Sand wird dazu an der Küste abgebaut und mit Wasser vermischt durch eine unterirdische Rohrleitung zum Werk gepumpt und dort für die Verarbeitung gelagert. 
Das Werk ist an die Mission Bush-Eisenbahnzweiglinie  angeschlossen. Züge mit Kohle und Kalk versorgen täglich das Werk, Stahl und Stahlerzeugnisse werden ebenfalls über die Bahn transportiert.
New Zealand Steel Limited wurde 1965 von der neuseeländischen Regierung gegründet. Ein Jahr später begann der Bau des Werkes in Glenbrook. Der Produktionsbetrieb begann 1968 mit der Herstellung von Stahlprodukten aus importiertem Stahl für den heimischen Markt und die pazifischen Inseln. In der Zwischenzeit hatte das Unternehmen ein Verfahren zur direkten Reduktion des Eisensandes (Eisenoxid) zu Eisen entwickelt. Dies führte 1970 zur Inbetriebnahme der Eisen- und Stahlproduktion, die Knüppel herstellte.  Die Expansion setzte sich 1972 mit der Inbetriebnahme der Rohrherstellung und einer Grundierungslinie 1982 fort. Zu dieser Zeit wurden im Mittel 300.000 t Stahl und Eisen pro Jahr hergestellt. In der Ära des 'Think Big' der neuseeländischen Industrialisierung wurde das Werk modernisiert.
1987 wurde New Zealand Steel von dem Unternehmen Equiticorp übernommen. Dieses ging jedoch im Verlauf der neuseeländischen Aktienkrise im gleichen Jahr in Konkurs.  1989 wurde New Zealand Steel von der Helenus Corporation erworben, die von Fisher & Paykel, Steel & Tube, BHP Billiton und der damaligen ANZ National Bank gebildet wurde. 1992 erwarb BHP durch den Kauf der Anteile von Fisher & Paykel und Steel & Tube eine Mehrheit von 81 % der Aktien. Das Unternehmen wurde dann in BHP New Zealand Steel Limited umbenannt, aber ein Jahr später im Rahmen der Notierung an der Neuseeländischen Börse wieder in New Zealand Steel zurück benannt.
Das Werk stellt jährlich etwa 650.000 Tonnen Stahl her und deckt damit den größten Teil des Stahlbedarfes Neuseelands. Armierungseisen wird hingegen von Pacific Steel hergestellt. 
In dem Werk arbeiten rund 1.300 Beschäftigte, hinzu kommen 200 externe Mitarbeiter von Vertragsunternehmen, damit ist das Werk der größte Industriebetrieb Neuseelands nach Beschäftigtenzahl.